# 宽板踝龙属
宽板踝龙（学名：Latoplatecarpus）是扁掌龙亚科沧龙已灭绝的一个属，生存于晚白垩世的墨西哥湾北部及北美西部内陆盆地。宽板踝龙是最大的扁掌龙亚科之一，尼氏宽板踝龙身体全长超过8（26英尺）。

## 描述

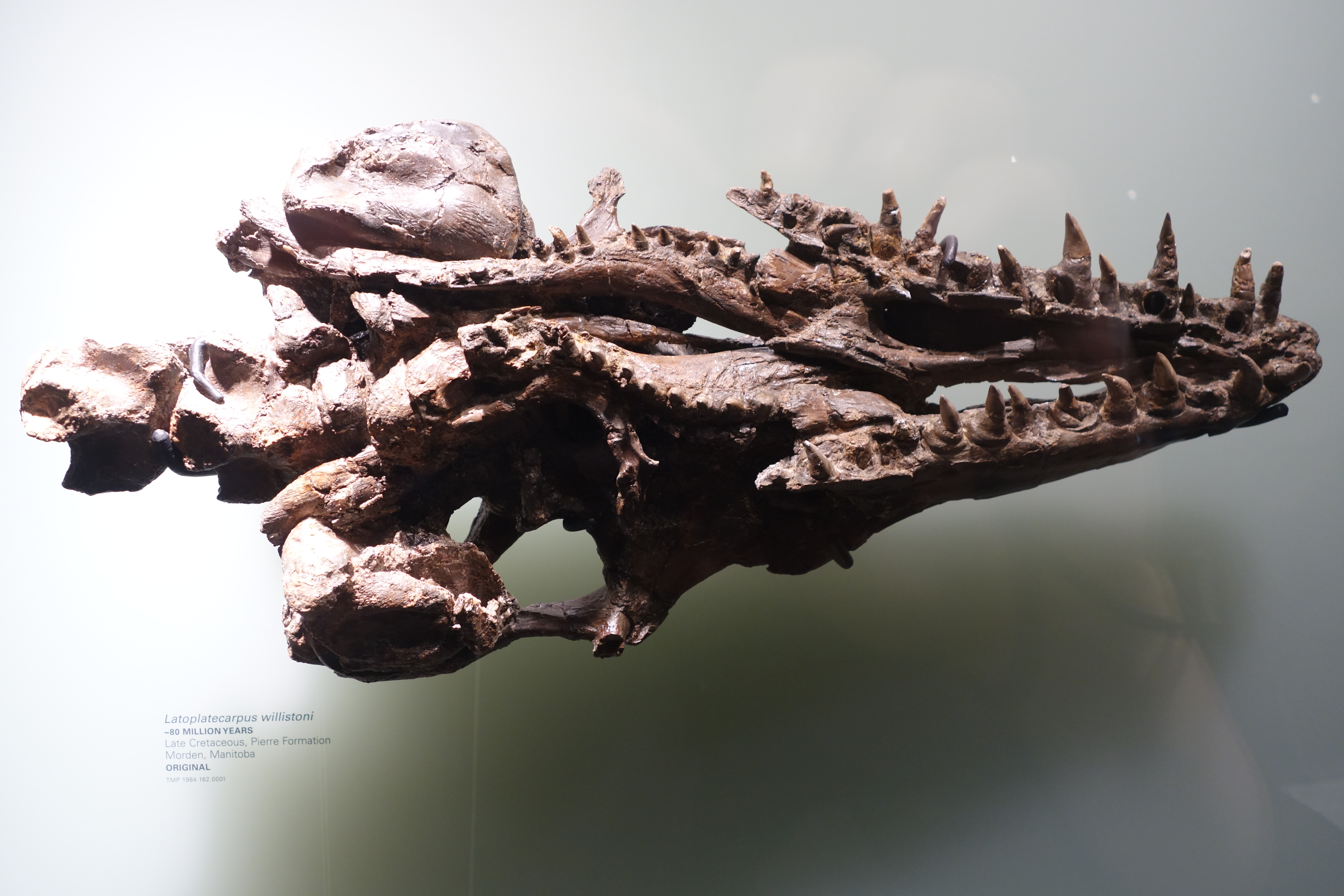
颅骨

宽板踝龙由小西拓也（Takuya Konishi）和迈克尔·卡德威尔（Michael W. Caldwell）于2011年命名，模式种是威氏宽板踝龙（Latoplatecarpus willistoni）。威氏宽板踝龙所知于正模标本TMP 84.162.01，为一个近乎完整的颅骨，包括下颌骨、齿骨及部分颅后骨骼。正模标本收集于曼尼托巴省南部彭比纳山皮埃尔页岩的彭比纳段，时间可追溯至距今约8050万年的晚白垩世中坎帕阶早期。还有三件标本归入该物种，包括DMNH 8769（保存完好的颅骨及颅后骨骼）、SDSMT 30139及AMNH 2182。
小西与卡德威尔还将第二个物种尼氏宽板踝龙（L. nichollsae）从扁掌龙划出并重新归入该属。作者进行的系统发育分析未能将本属恢复为单系，但发现归入存疑种索门板踝龙（Platecarpus somenensis）的北美材料（即FMNHPR 465、FMNHPR 467和GSATC 220）均属于尼氏宽板踝龙。亦根据个体发生学、生物地层学及古生物地理学的数据和解释得出相同结论。